# Hällevik
Hällevik är en tätort i Sölvesborgs kommun, Mjällby socken i Blekinge län. Bebyggelsen i östra delen av Hällevik ingår i en av SCB avgränsad småort, namnsatt till Hörby och östra Hällevik. 
Hällevik är ett gammalt fiskeläge på Listerlandet som numera blivit badort. 

## Befolkningsutveckling
| Befolkningsutvecklingen i Hällevik 1900–2020                                                                   | Befolkningsutvecklingen i Hällevik 1900–2020 | Befolkningsutvecklingen i Hällevik 1900–2020 | Befolkningsutvecklingen i Hällevik 1900–2020 | Befolkningsutvecklingen i Hällevik 1900–2020 |
| --- | -------------------------------------------- | -------------------------------------------- | -------------------------------------------- | -------------------------------------------- |
| |                                              |                                              |                                              |                                              |
| År |                                              |                                              | Folkmängd                                    | Areal (ha)                                   |
| 1900 | 1900                                         |                                              | 621                                          | †                                            |
| 1960 | 1960                                         |                                              | 566                                          |                                              |
| 1965 | 1965                                         |                                              | 403                                          |                                              |
| 1970 | 1970                                         |                                              | 551                                          |                                              |
| 1975 | 1975                                         |                                              | 592                                          |                                              |
| 1980 | 1980                                         |                                              | 690                                          |                                              |
| 1990 | 1990                                         |                                              | 667                                          | 75                                           |
| 1995 | 1995                                         |                                              | 788                                          | 82                                           |
| 2000 | 2000                                         |                                              | 767                                          | 82                                           |
| 2005 | 2005                                         |                                              | 776                                          | 85                                           |
| 2010 | 2010                                         |                                              | 813                                          | 87                                           |
| 2015 | 2015                                         |                                              | 1 545                                        | 389                                          |
| 2020 | 2020                                         |                                              | 1 525                                        | 345                                          |
| Anm.: Sammanvuxen med Nogersund, Hörby och östra Hällevik och Stiby 2015. † Som köpingsliknande samhälle 1900. |                                              |                                              |                                              |                                              |

## Samhället
I Hällevik finns flera fiskrökerier och Hälleviks fiskemuseum.
Vid Hällevik ligger Hällevikslägret, en anläggning där årligen sedan 1920-talet barnläger ordnas med gymnastik, lek och idrott som huvudprogram. 
I Hällevik ligger Strandvallen, hemmaplan för fotbollsklubben Mjällby AIF, och Hotell Hanöhus.

## Evenemang
Sedan 2004 anordnas årligen i augusti den internationella Hällevik Tradjazz Festival, en av Sveriges största jazzfestivaler.
Årligen arrangerar Hembygdsföreningen den första lördagen i juli en Kulturdag, som samlar en publik på 4 000–5 000 personer.